# زنان در معماری
تعداد زنان در معماری، در طول سالیان متمادی بخاطر تحت‌سلطه بودن این رشته توسط مردان، بسیار کم و در حد استثناء بوده‌است.
تا پایان قرن ۱۹ میلادی زنان عملاً هیچ نقشی در این زمینه بازی‌نکردند. در پایان قرن ۱۹م بعضی مدارس معماری در اروپا (در ابتدا فنلاند) شروع به پذیرفتن زنان در برنامه‌های آموزشی‌شان کردند. تنها در سال‌های اخیر و از هزارهٔ جدید با چند حرکت برجسته شامل دو جایزهٔ پرتیزکر به رسمیت شناخته شدن زنان آغاز شد. اما با وجود این که ۴۰٪ فارغ‌تحصیلان معماری در غرب زن هستند، تنها حدود ۱۲٪ برای مجوز کار درس می‌خوانند.

## آغاز

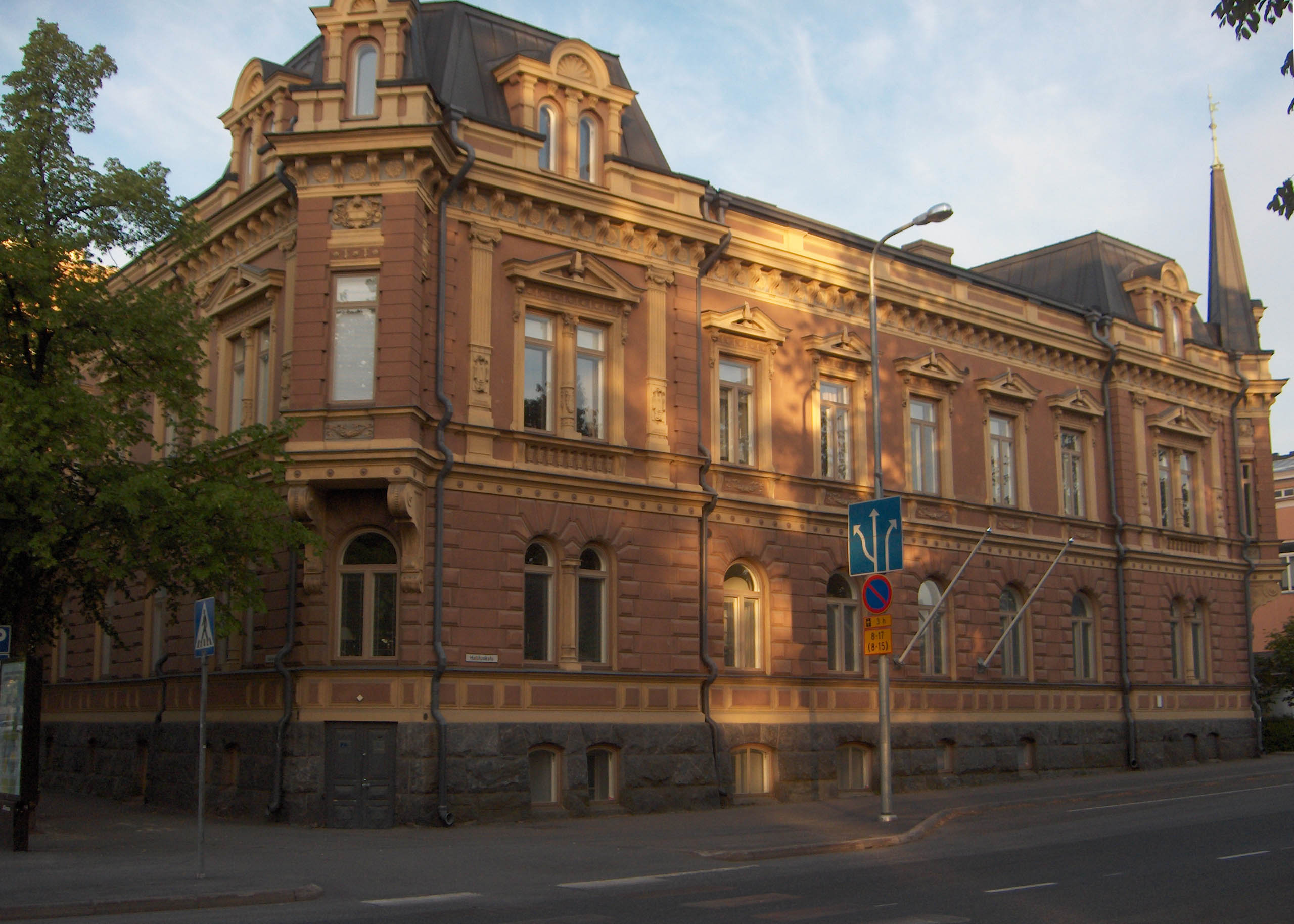
ساین هورنبورگ: ساین‌لینا (۱۸۹۲) در پری، فنلاند، احتمالاً اولین بنایی که توسط یک معمار زن شایسته ساخته‌شده‌است.

در چند صد سال پیش دو زن به عنوان استثناهای تاریخی نمایان هستند.
آنها نقش مهمی به عنوان معمار بازی کردند. در فرانسه، کاترین بریسکانت (حدود ۱۴۹۴–۱۵۲۶) دارای نفوذ بالایی در ساخت شتو د شناسو در دره لویر و نظارت بر پیشرفت کار بین سال‌های ۱۵۱۳ تا ۱۵۲۱ بود. و در زمانی که شوهرش در جنگ علیه ایتالیا بود تصمیم‌های مهمی معماری می‌گرفت.
در بریتانیا مقدار قابل توجهی نشانه بر این است که بانو الیزابث پیلبراهام (۱۶۳۲–۱۷۰۵) که کارهای معمار هلندی پیتر پوست و همچنین کارهای پالادیو از ونتو ایتالیا و استادترسیزدنز از آلمان را مطالعه کرده‌بود، معمار عمارت ووتون در باکلینگ همشایر و بسیاری بناهای دیگر بود. همچنین گفته شده که او مربی لرد کریستوفر رن یکی از برجسته‌ترین معماران بریتانیا بوده‌است. از آنایی که برای یک زن غیرممکن بود که به معمار بودن اقرار کند، ولبراهام از معماران مرد برای نظارت بر ساخت و ساز استفاده کرد.
حدوداً در پایان قرن ۱۸، یک زن انگلیسی دیگر به نام مَری تاونلی (۱۷۵۳–۱۸۳۹) که توسط لرد جایشا رینالدزآموزش دیه بود، طراحی چندین بنا در رامس‌گیت در جنوب شرقی انگلستان را برعهده داشت. از جملهٔ آن‌ها می‌توان به خانهٔ تاونلی که به عنوان الماس معماری شناخته می‌شود، اشاره کرد.

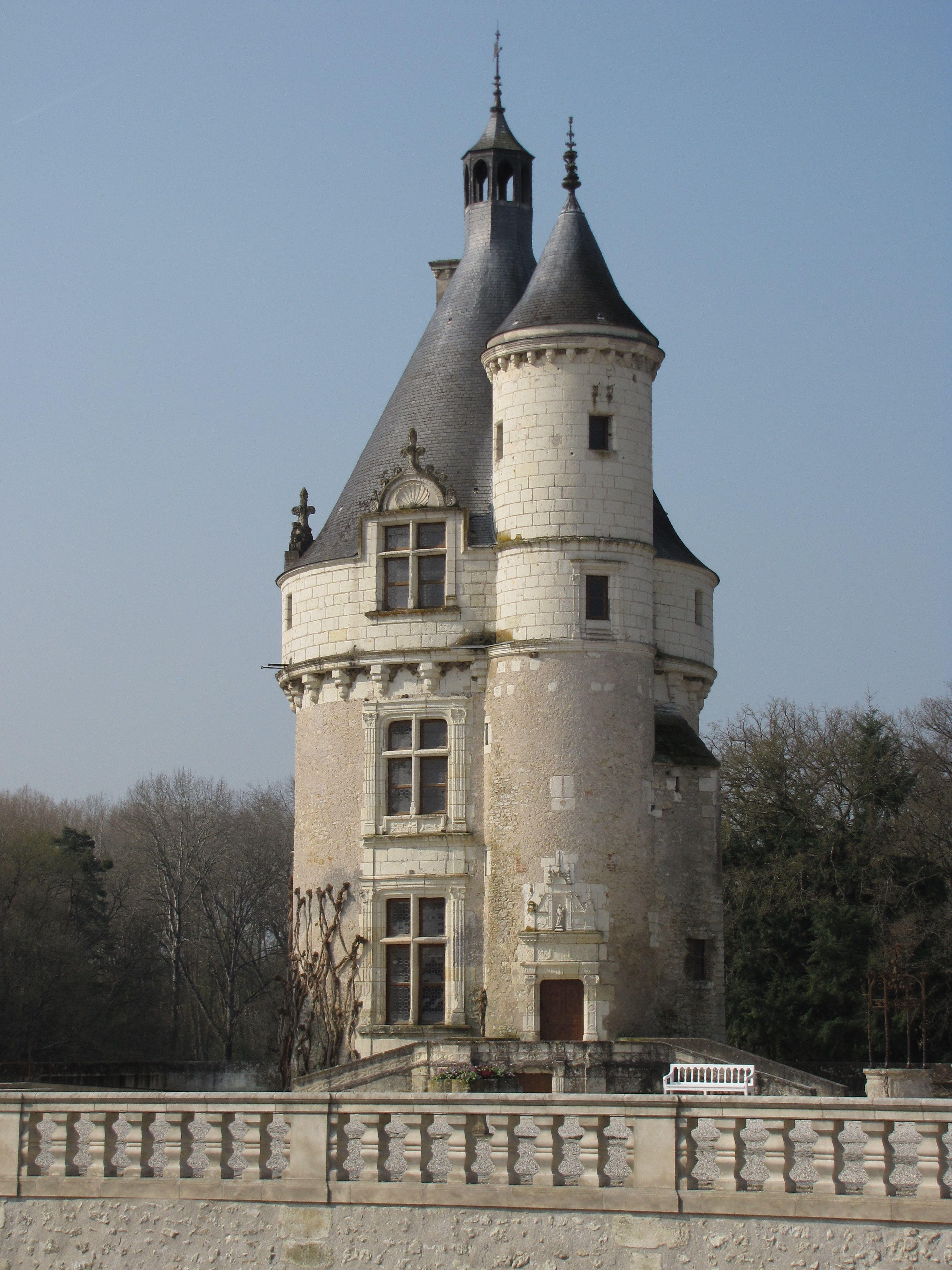
کاترین بریسکانت: برج شتو د شناسو (۱۵۲۱)
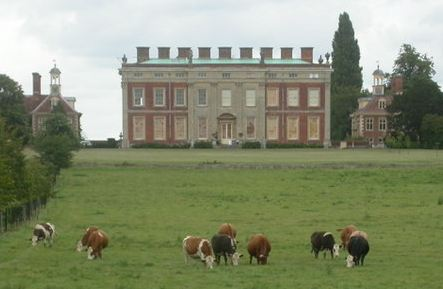
عمارت ووتون، باکلینگ‌همشایر (۱۷۱۴) احتمالاً توسط الیزابث ویلبراهام طراحی شده‌است.
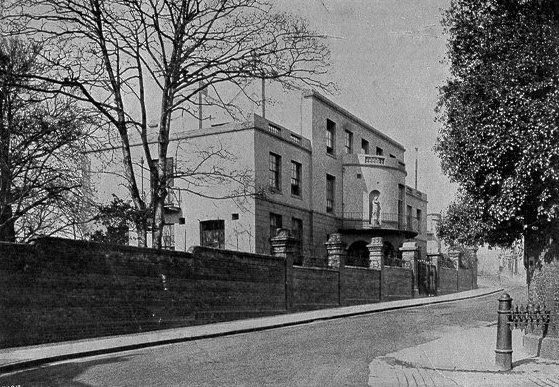
مَری تاونلی: خانه تاونلی، رامس‌گیت (۱۷۸۰)

## پیشگامان اولیه
حال یکی دیگر از زنان انگلیسی، سوفی گِرِی (۱۸۱۴–۱۸۷۱)، زن اسقف شهر کیپ، رابرت گری، اثبات کرد که دستیار شایسته‌ای است. نه تنها به شوهرش در کارهای اداری کمک می‌کرد بلکه مهم‌تر از همه با طراحی حداقل ۳۵ کلیسای انگلیکان در آفریقای جنوبی که در بین سال‌های ۱۸۴۸ تا ۱۸۸۰ در سبک بازیابی گوتیک کامل‌شد، او علاقهٔ زیادی را نشان داد.
دختر کالسکه‌ساز کانادایی-فرانسوی، ژوزف پاریسو (۱۸۲۳–۱۹۰۲) تنها از اولین معماران زن در آمریکای شمالی نبود، بلکه یک پیشتاز در معماری شمال غرب ابالات متحده نیز بود. در سال ۱۸۵۶، پارسیو به همراه چند دوست راهبه‌اش از مونترآل، به ونکوور واشینگتن مهاجرت کردند. او یازده بیمارستان، هفت آکادمی، پنج مدرسه برای کودکان سرخ‌پوست و دو یتیم‌خانه در مناطق ایالت واشینگتن امروزی، شمال اورگن آیداهو و مونتانا ساخت.
لوییس بلانچارد بتونی (۱۸۵۶–۱۹۱۳) از واترلو ایالت نیویورک، اولین زن آمریکایی بود که به عنوان یک معمار حرفه‌ای به‌طور رسمی کار می‌کرد. در سال ۱۸۸۱ او دفتر مستقل خود را با مشارکت شوهرش رابرت بتونه در بوفالو باز کرد. و عنوان اولین زن معمار رسمی کشور را به خود اختصاص داد.
یکی دیگر از معماران تازه‌کار در ایالات متحده، املی ویلیامز (۱۸۶۹–۱۹۴۲) از شمال کالیفرنیا بود. در سال ۱۹۰۱ ویلیامز به همراه دوستش لیلیان پالمر به سان‌فرانسیسکو، جایی که در دبیرستان هنرهای مکانیکی کالیفرنیا نقشه‌کشی را آموخت، رفت. با تشویق پالمر، به ساخت شماری خانه و کلبه در منطقه، شامل یک خانهٔ فامیلی در ۱۰۳۷ برادوی در سان‌فرانسیسکو پرداخت.
تیودِیت پاپ ریدل (۱۸۶۸–۱۹۴۶) در یک خانوادهٔ ثروتمند در فارمینگتون کنتیکت بزرگ شد. جایی که او اعضای هیت‌علمی دانشگاه را استخدام کرد تا او را در زمینهٔ معماری آموزش دهند. اولین طراحی‌های او، مانند آن که برای موزهٔ هیل استید (۱۹۰۱) ارائه کرد، توسط شرکت مک‌کیم و مید اند وایت به طراحی‌های کاری تبدیل شد، که برای او یک موقعیت کارآموزی در معماری فراهم نمود. او اولین زن معماری بود که هم در نیویورک و هم در کنتیکت مجوز کسب کرد و در سال ۱۹۲۶ کمک هزینهٔ تحصیلی در مؤسسه معماران آمریکا کسب کرد.
یکی از پیشگامان قابل ذکر از روزهای اولیه، ژوزفین رایت چاپلمن (۱۸۶۸–۱۹۴۳) می‌باشد. چاپلمن هیچ آموزش رسمی در زمینهٔ معماری ندید. اما بعد از طراحی چند ساختمان شرکت خودش را ساخت. همچنین معمار تالار تاکرمن در ووستر ماساچوسات هم به عنوان یکی از ابتدایی‌ترین و موفق‌ترین معماران زن آمریکا شناخته‌می‌شود.
یکی دیگر از موفق‌ترین بازیگران این عرصه مَری کالتر (۱۸۶۹–۱۹۵۸) از اهالی پیتسبورگ بود. بعد از تحصیل در مدرسهٔ طراحی کالیفرنیا در سان‌فرانسیسکو، او در شرکت فرد هاروی استخدام شد، ابتدا برای تکمیل تکالیف طراحی‌داخلی اما بعد از مدت‌کمی برای برداشتن پروژه‌های معماری جاه‌طلبانه شامل تعدادی نمادشهری، هتل و لژ در جنوب غربی با سبک احیای خانه‌سازی سرخ‌پوستی ساخت.

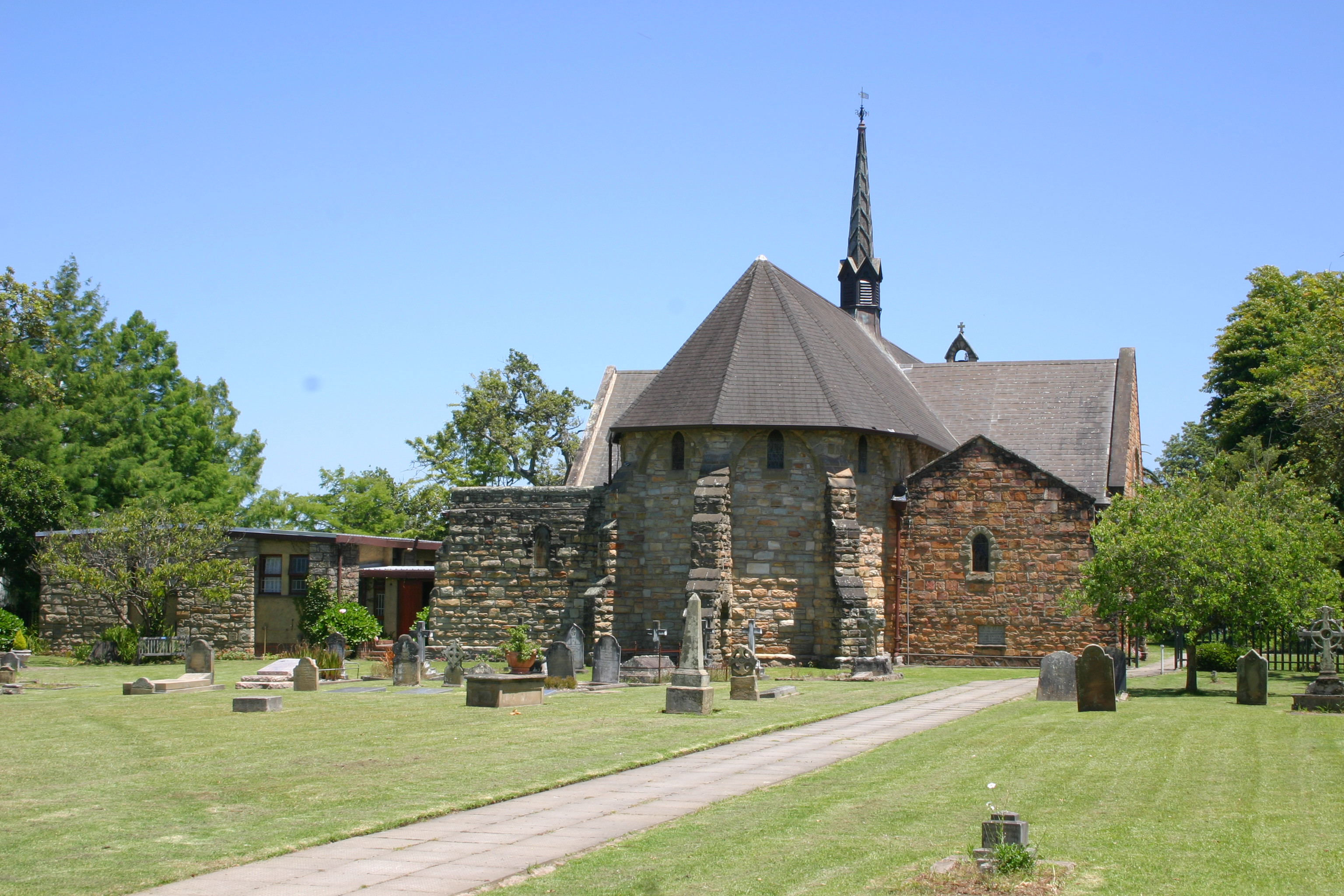
سوفی گری: کلیسای جامع سینت مارک، جرج، جنوب آفریقا
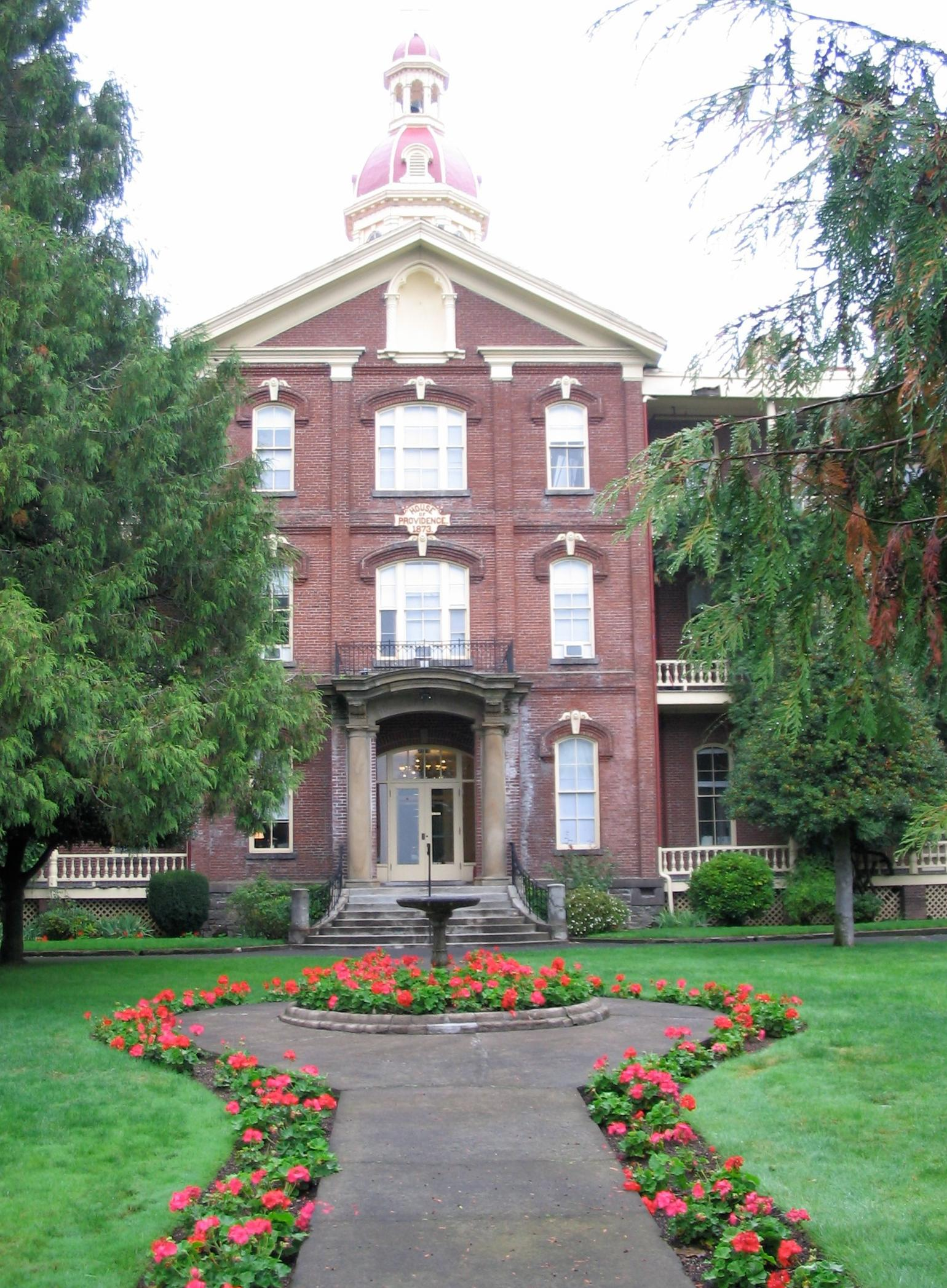
ژوزف پاریسو: آکادمی مشیت الهی، ونکوور، واشینگتن ۱۸۷۳
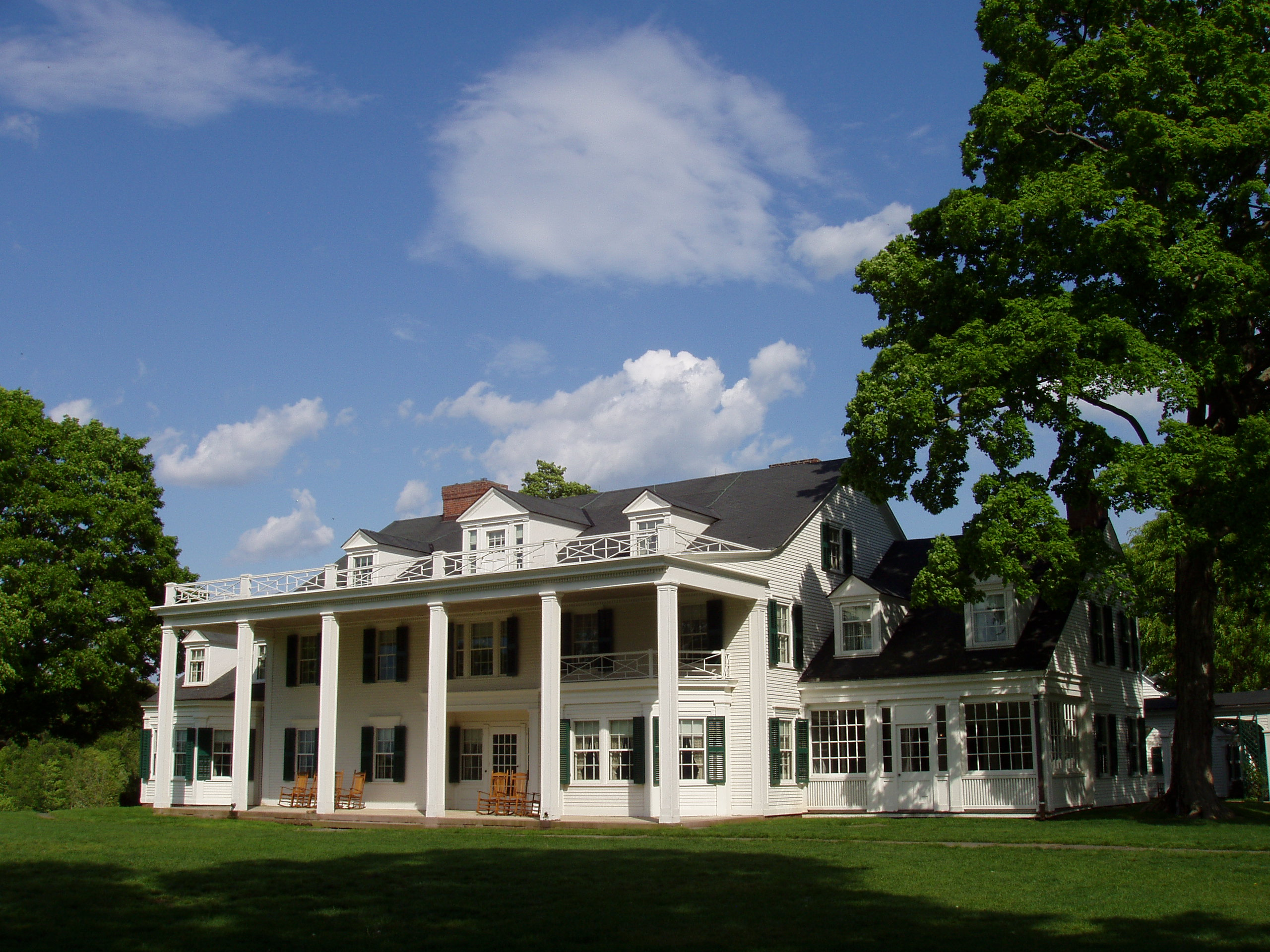
تیودِیت پاپ ریدل: موزهٔ هیل استید، فارمینگتون، کنتیکت ۱۹۰۱
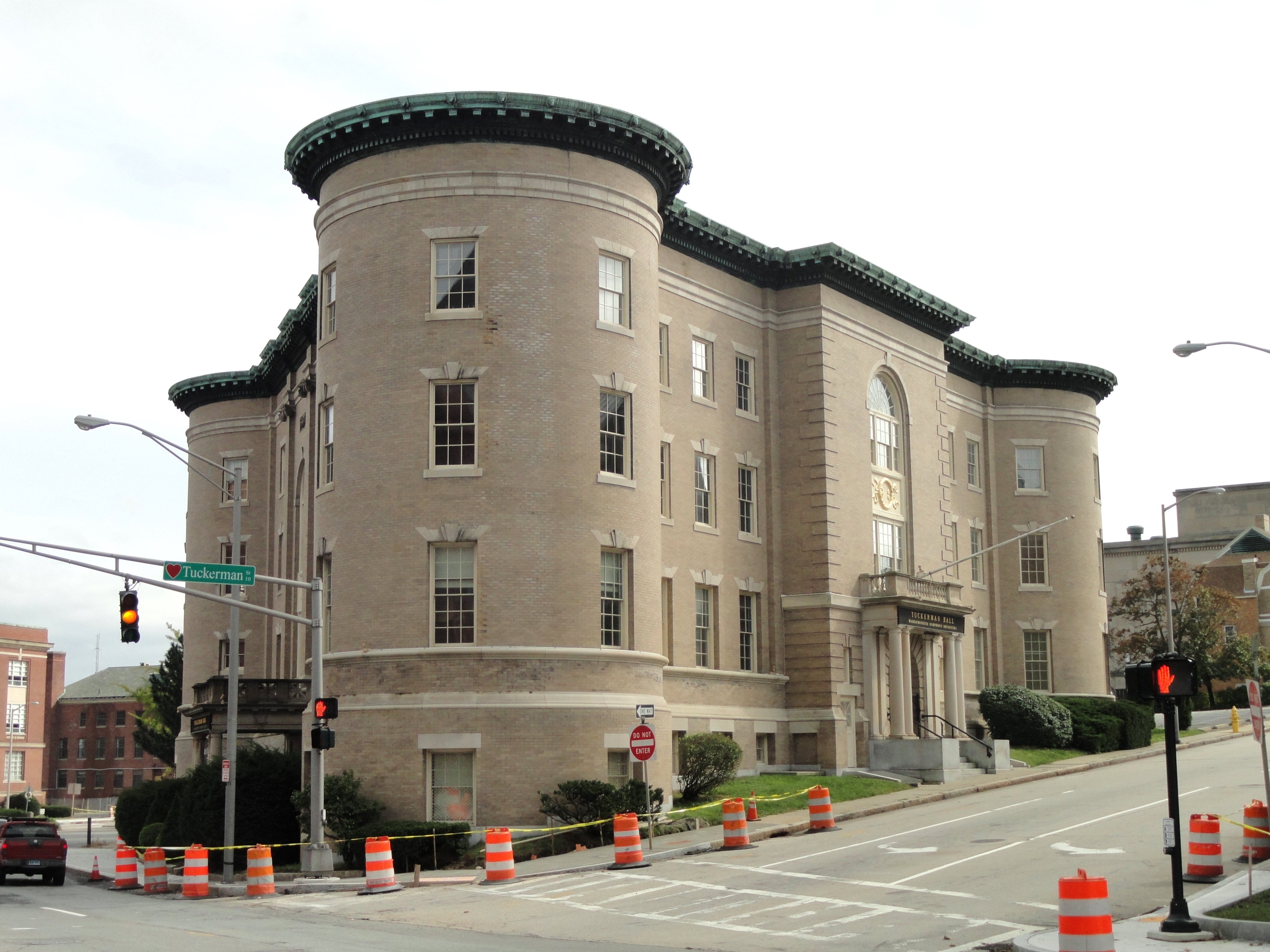
ژوزفین رایت چاپلمن: تالار تاکرمن، ووستر، ماساچوست ۱۹۰۲
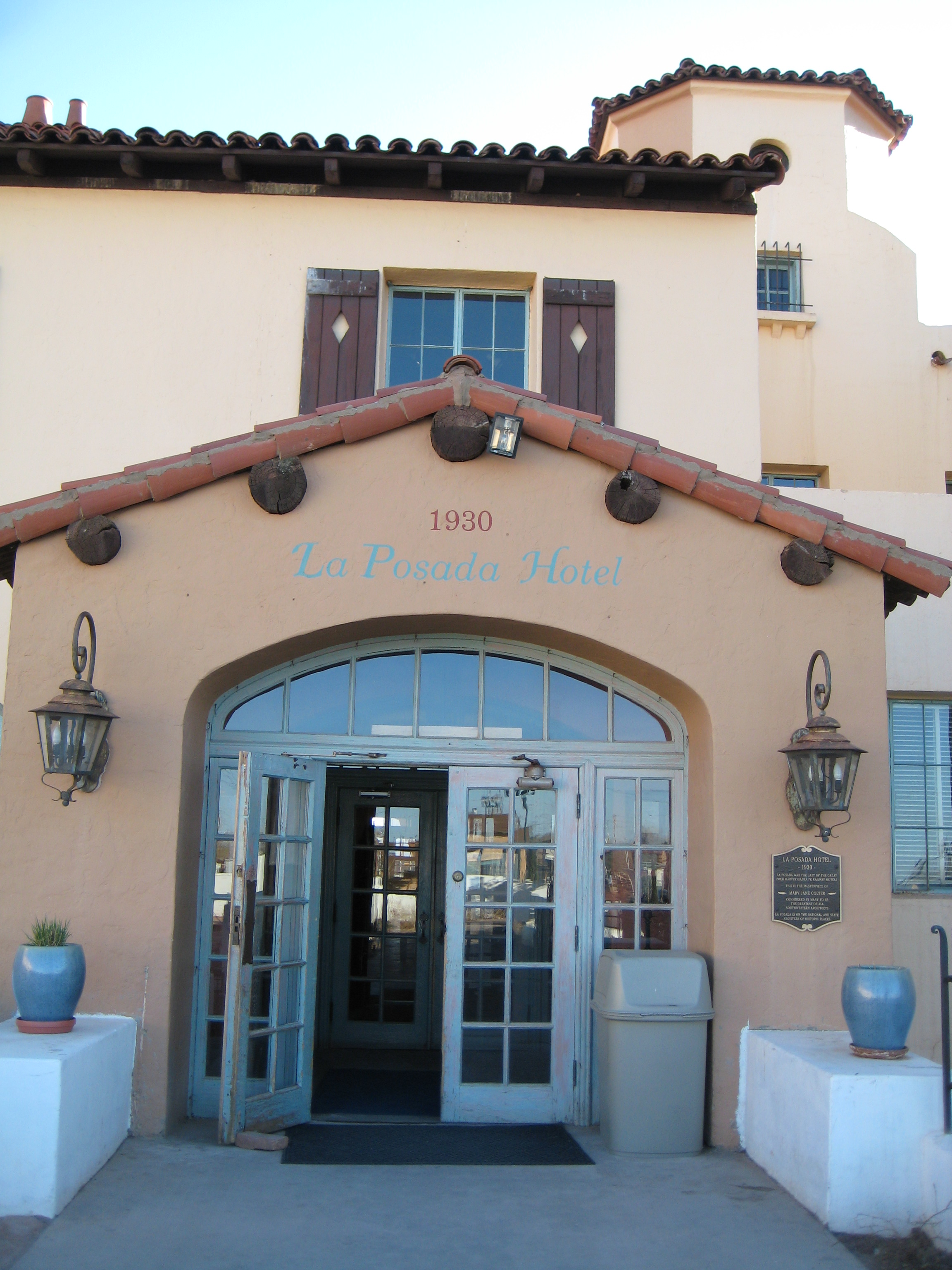
مَری کالتر: هتل لا پوسادا،وینسلو، آریزونا ۱۹۲۹

## اولین مدارک دانشگاهی

### موقعیت پیشتاز فنلاند
اولین کشوری که زنان در آن اجازه دریافت آموزش‌های معماری و دریافت مدارک آکادمیک را پیدا کردند فنلاند بود. حتی با این که آن‌ها ابتدا عنوان دانشجویان خاص را بر خود داشتند. قدیمی‌ترین مدرک متعلق به سایت هورنبورگ (۱۸۶۶–۱۹۱۶) است. که با «اجازه خاص» در کلاس‌های مؤسسهٔ پلی‌تکنیک هیسینگی از بهار ۱۸۸۸ رفت و در سال ۱۸۹۰ فارغ‌التحصیل شد. اما ظاهراً او به عنوان معمار مستقل عمل نکرد. بقیه فارغ‌التحصیلان مؤسسه پلی‌تکنیک در سال ۱۸۸۰ تا ۱۸۹۰ شامل اینز هولمینگ، ساین لگربورگ، برثا استولن والر استیثا آستمن و ویوی لان هستند. لان(۱۸۷۲–۱۹۶۶) از سال ۱۸۹۳ تا ۱۸۹۶ به مؤسسه رفت و اولین زنی بود که افتخار کار کردن به عنوان معمار مستقل را در فنلاند داشت. در حین فارغ‌التحصیل شدن او بلافاصله شرکت معماری خود را تأسیس کرد. و همراه با آرماس لیندگرن خوابگاه دانشجویی تازه‌ای در هلسینکی (۱۹۱۰)و تئاتر استونیا در تالین (۱۹۱۳) سپس طیف وسیعی از ساختمان‌ها را به صورت فردی طراحی کرد. یکی از آخرین کارهای اون رصدخانه ژئوفیزیکی سودانکیلا بود که در سال ۱۹۵۶ ساخت آن پایان یافت. هیلدا هانگل (۱۸۶۷–۱۹۵۲) از جزایر آلند فنلاند، به عنوان دانشجویی خاص هنگامی که فقط مردان می‌توانستند به این مؤسسه بروند از سال ۱۸۹۱ به تحصیل معماری پرداخت. بخاطر نتایج و نمرات بسیار خوبش به عنوان دانشجویی عادی در سال‌های بعد پذیرفته‌شد و در سال ۱۸۹۴ کار خود را شروع کرد. او ۹۸ بنا در ماریهام پایتخت جزایر آلند ساخت که بیشتر خانه‌ها و خانه‌های روستایی به سبک زینتی سویسی طراحی‌شد. همانند ویوی لان، گاهی از او به عنوان اولین زن معمار در فنلاند یاد می‌کنند.

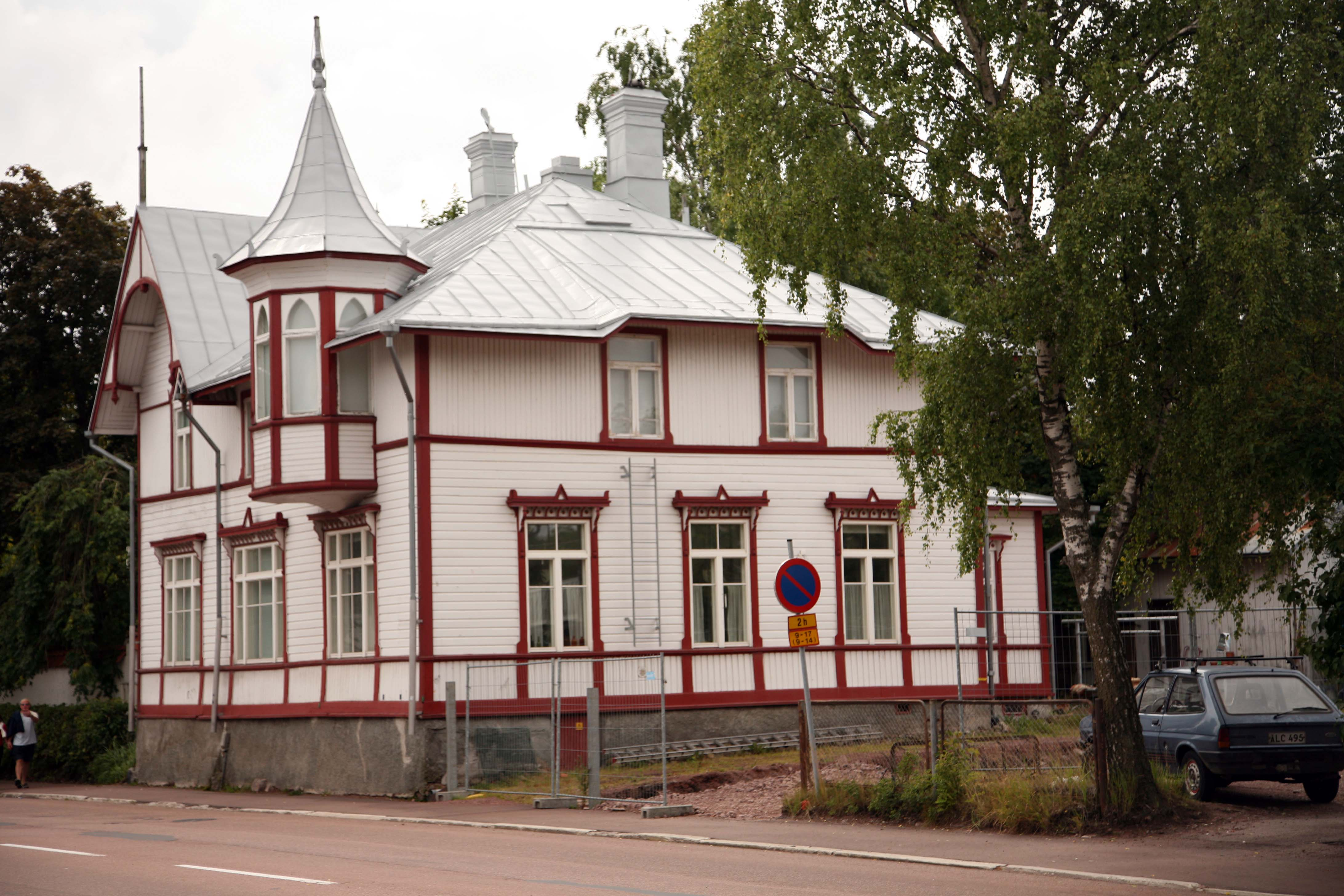
هیلدا هانگل: ویلای چوبی در ماریهامن، فنلاند (۱۹۸۷)

### اولین فارغ‌التحصیلان انگلیسی زبان
فی کلاگ (۱۸۷۱–۱۹۱۸) مهارت‌های معماری خود را توسط یک مربی آلمانی، کسی که به او در مؤسسه پرت در بروکلین نقشه‌کشی را آموزش داد و همین‌طور مارسل دی مونلکوس در آتلیه پاریس کسب کرد. همین‌طور او امیدوار بود که بتواند در یکی از موسسات هنرهای زیبای فرانسه به تحصیل معماری بپردازد. اما بخاطر زن بودنش در خواست او رد شد. اما در نتیجه تلاش‌های او، بعدها این موسسات درهای خود را بر روی زن‌ها باز نمودند. پس از بازگشت او به ایالات متحده، کلاگ در طراحی سالن سوابق در منهتن، قبل از ساخت استودیو شخصی‌اش، شرکت داشت. او پس از آن به طراحی صدها بنا در منطقه نیویورک پرداخت که باعث شد نیویورک تایمز از اون به عنوان «یکی از موفق‌ترین زنان معمار در آمریکا» یاد کند.
جولیا مرگان (۱۸۷۲–۱۹۵۷) از کیلاگ موفق‌تر بود. چرا که احتمالاً اولین زنی بود که از موسسات عالی هنرهای زیبای فرانسه مدرک دریافت کرده‌است. درخواست پذیرش او به‌طور کامل در سال ۱۸۹۶ رد شد، اما او دوباره اقدام کرد. و در سال ۱۸۹۸ موفق به دریافت پذیرش شد. پس از فارغ‌التحصیلی در سال ۱۹۰۱، او به کالیفرنیا بازگشت. جایی که تعداد قابل ملاحظه‌ای ساختمان را به پایان رساند که شامل قصر هرست در سن‌سیمون، که شاهکار او شناخته‌می‌شود، شد.
مری راک‌ول‌هوک (۱۹۷۸–۱۸۷۷) از کنزاس هم به مؤسسه عالی هنرهای زیبای فرانسه رفت جایی که از تبعیض علیه زنان زحر کشید اما در سال ۱۹۰۶ با موفقیت فارغ‌التحصیل شد.
فلورنس مری تیلر در سنین کم همراه با خانواده خود از انگلستان به استرالیا مهاجرت کرد. او در کلاس‌های شبانه کالج فنی سیدنی ثبت‌نام کرد. جایی که او را در سال ۱۹۰۴ به عنوان اولین زنی می‌شناختند که سال‌های آخر معماری را به پایان رسانده‌بود. محل کار او دفتر شلوغ جان بارچم کلمپ بود و سِمت او رئیس بخش نقشه‌کشی مهندسی بوده‌است. سال ۱۹۰۷ با حمایت کلمپ، پذیرش به عنوان اولین عضو زن انیستیتوی معماران نیو ساوس ویلز را درخواست کرد. اما با توجه به مخالفت‌ها، در سال ۱۹۲۰ از او فقط برای حضور در این انجمن دعوت به عمل‌آمد.
ایزابل رابرتس (۱۸۷۱–۱۹۵۵)، اهل میسوری، درس‌خوانده آتلیه مسکورِی چمبرز نیویورک که در دوران تأسیس مدارس هنرهای زیبا فرانسه توسط ایمانوئل لوییس مسکوری تأسیس شد. این آتلیه اولین مکانی در ایالات متحده به حساب می‌آمد که به تدریس تمرین‌های معماری می‌پرداخته‌است و اعتقاد به استعداد زنان در معماری داشته‌است. مسکوری علاقه‌مند بود تا زنان را همراه با هنرجوهای خود به حساب بیاورد. رابرت قبل از همکاری خود با آیدا انا رایان (۱۸۷۳–۱۹۵۰)، در اورلاندوِ فلوریدا به عضویت در تیم‌طراحی فرانک لوید رایت درآمد. رایان اولین زنی بود که از انیستیتوی تکنولوژی ماساچوست (MIT) موفق به اخذ فوق‌لیسانس معماری شد، هرچند سوفیا هایدن بنت (۱۸۶۸–۱۹۵۳) در سال ۱۸۹۰ از آنجا فارغ‌التحصیل شده‌بود.